# Tomo Miličević
Tomislav Miličević (født 3. september 1979 i Sarajevo, Bosnien-Hercegovina) er en kroatisk amerikansk guitarist som for øjeblikket er guitarist i Rock bandet 30 Seconds to Mars

## Liv og karriere
Tomo kom for første gang til USA da han stadig var en baby. Men hans familie flyttede meget frem og tilbage mellem Bosnien-Hercegovina og USA. Først da han gik i 3. klasse bosatte hans familie sig fast i Tory, Michigan. Da Tomo var teenager stod han en dag ude foran sin fars Dunkin' Donuts I Michigan da en vildfaren kugle ramte ham i benet. Tomo siger selv at han ikke kunne mærke det. Men at han så det bløde, hvor han efter brød ud i grin. Senere på hospitalet ville han gerne beholde kuglen. Men hospitalet ville ikke lade ham.
Tomo's bror hedder Filip Miličević, og deres søster Ivana Miličević er en kendt skuespillerinde. 
Tomo gik på Athens High School i Michigan hvor han blev uddannet som certificerede chefkok og konditor. Men han har dog aldrig lavet mad for nogle af sine bandmedlemmer.

## Instrumenter
- Guitarer: Gibson Les Paul Custom Ebony, Fender Jazzmaster (Tomo er venstre håndet. Men han spiller guitar med højre.)
- Pickups: 490R Alnico magnet humbucker, 498T Alnico magnet humbucker
- Tuners: Grover Keystone
- Amps: Mesa Boogie Triple Rectifier with Mesa Boogie Cabinet
- Pedaller: Boss Super Chorus SC1, Digitech Whammy, Boss DD20 Giga Delay, Boss FZ5 Fuzz Pedal, Digitech Bad Monkey, Boss Chromatic Tuner, Boss BF3 Flanger, Ernie Ball Volume Pedal, Boss RC20XL

## Diskografi

### 30 Seconds To Mars
- 2002 – 30 Seconds To Mars (Album)
- 2005 – A Beautiful Lie
- 2009 – This Is War
- 2013 - Love Lust Faith + Dreams

#### Samarbejde
- 2010 – (I just) Died In Your Arms